# Ellen Hillingsø

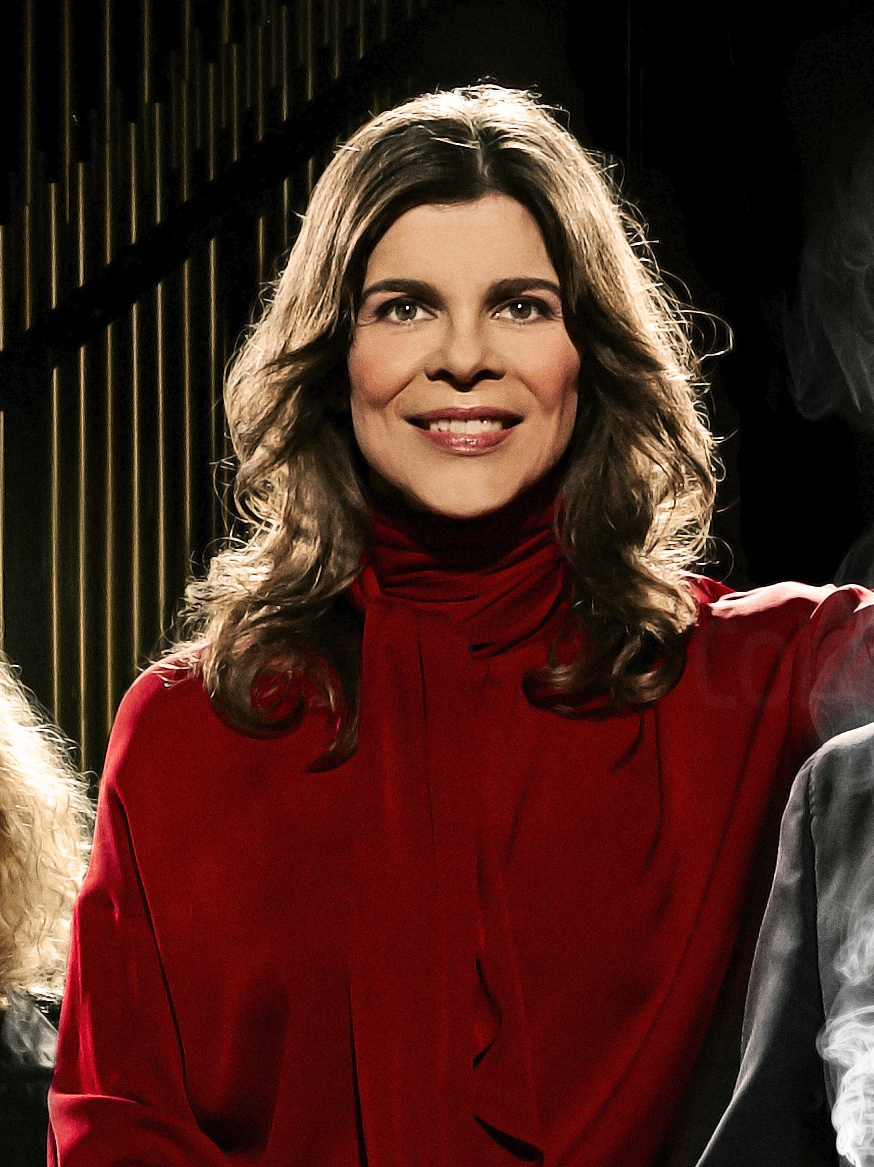
Ellen Hillingsø (2017)

Ellen Gunilla Hillingsø (* 9. März 1967 in Kopenhagen, Dänemark) ist eine dänische Schauspielerin, Synchronsprecherin in Animationsfilmen und Hörspielsprecherin.

## Leben
Ellen Gunilla Hillingsø ist die Tochter des pensionierten Generalleutnants Kjeld Hillingsø (* 1935) und seiner Frau Birgitta Hillingsø (* 1940). Sie beendete 1994 ihr Schauspielstudium am Aarhus Teater. Anschließend spielte sie vermehrt Theater und hatte auch verschiedene Hauptrollen in verschiedenen Häusern in Kopenhagen, so unter anderem im Det Kongelige Teater, Grønnegårds Teatret, Kanonhallen, Aveny Teatret sowie im Østre Gasværk. Ihr Leinwanddebüt gab sie bereits 1988 mit den beiden Komödien Huller i suppen und Yellow Pages. Des Weiteren ist sie als dänische Synchronsprecherin in Animationsfilmen und Hörbucherzählerin tätig. Ab Mitte der 1990er Jahre spielte sie vermehrt in Kinofilmen und seit der Jahrtausendwende in Fernsehfilmen und -serien mit. Sie wurde bisher insgesamt vier Mal für den dänischen Filmpreis Robert nominiert, wobei sie für ihre Darstellung in Gnadenlose Verführung als Beste Nebendarstellerin ausgezeichnet wurde.

## Privates
Sie engagiert sich privat in der dänischen Stiftung AIDS-Fondet zur AIDS-Bekämpfung und Forschung gegen Brustkrebs. 2001 trat sie in diesen Zusammenhang als  Co-Moderatorin beim Grand prix nostalgi in Dänemark auf, um Spenden für ihre Stiftung zu organisieren. Hillingsø hat Kontakt zum dänischen Königshaus. Sie wird bei diversen offiziellen Anlässen bzw. Ereignissen eingeladen.
Hillingsø ist seit dem 27. Dezember 2000 mit dem Manager der Saxo Bank Christoffer Castenskiold verheiratet und hat zwei gemeinsame Kinder.

## Filmografie
Film
- 1988: Huller i suppen
- 1988: Yellow Pages

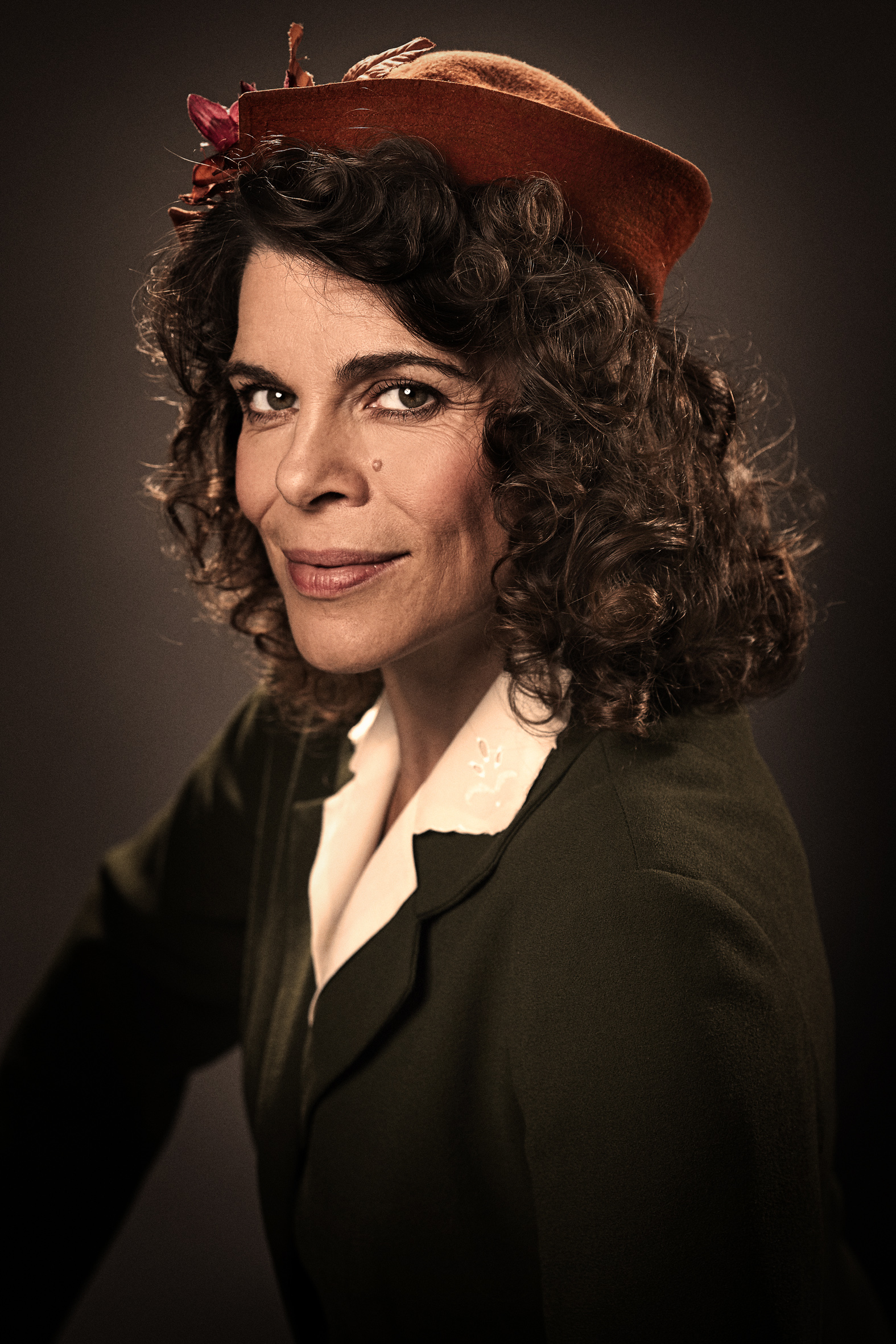
Ellen Hillingsø (2016)

- 1989: Verschiedene Welten (En verden til forskel)
- 1997: Gnadenlose Verführung (Sekten)
- 1999: Mifune – Dogma III (Mifunes sidste sang)
- 2001: Olsenbande Junior (Olsen-Banden Junior)
- 2002: Der Junge, der ein Bär sein wollte (Drengen der ville gøre det umulige)
- 2005: Allegro
- 2006: Das Genie und der Wahnsinn (Sprængfarlig bombe)
- 2007: Fahrradmücken und Tanzmücken (Cykelmyggen og dansemyggen)
- 2009: Karla & Katrine (Karla og Katrine)
- 2010: Karla & Jonas (Karla og Jonas)

Serie
- 2002: Hvor svært kan det være (zehn Folgen)
- 2003: Nikolaj og Julie (sieben Folgen)
- 2006: Absalons hemmelighed (24 Folgen)
- 2007: Anna Pihl – Auf Streife in Kopenhagen (Anna Pihl, 2 Folgen)
- 2009: Pagten (24 Folgen)
- 2009–2010: Protectors – Auf Leben und Tod (Livvagterne, 20 Folgen)
- 2011: Die Brücke – Transit in den Tod (Bron, 5 Folgen)
- 2012–2020: Rita (28 Folgen)
- 2015: Hjørdis
- 2017: Tinkas Weihnachtsabenteuer (Tinkas juleeventyr)
- 2019: Tinka und die Königsspiele (Tinka og kongespillet)
- 2023: Oxen (6 Folgen)

## Auszeichnung und Ehrungen
- 1998: Robert in der Kategorie /Beste Nebendarstellerin zu dem Film Gnadenlose Verführung (Sekten)
- 1999: Auszeichnung mit der Minister Erna Hamiltons Legat for Videnskab og Kunst (Minister Erna Hamiltons Auszeichnung für  Wissenschaft und Kunst)
- 1999: Lauritzen-Preis (Lauritzen-prisen)[5]